# Serastone
Serastone es una empresa creadora y fabricante de un sistema de decoración de paredes y separadores de ambientes, con el mismo nombre, pionero en sostenibilidad en cuanto a decoración se refiere. El Sistema Serastone es un sistema de decoración formado por una estructura que se puede colocar sobre cualquier tipo de pared y a la cual se montan y desmontan textil y/o placas de diferentes tamaños, materiales y colores permitiendo jugar con la decoración y crear cualquier tipo de composición.

## Historia
En 2008 Serastone nació como reacción a la crisis con un sistema de decoración que permitiría a cualquier persona crear su propio proyecto decorativo y cambiar una y otra vez, sin necesidad de hacer obra. Serastone permite poner cualquier tipo de decoración de pared con cualquier material y cambiarlo sin tener que romper el que había antes, convirtiendo al mismo tiempo ese material de revestimiento de pared en un activo que se puede montar y desmontar.
En 2013 con el perfeccionamiento de su sistema, se autoproclama como el sistema de decoración más sostenible del mundo al ser el único que permite montar el revestimiento de una pared y desmontarlo para volver a usar en cualquier otro lugar sin tener que romperlo para quitarlo. En el Sistema Serastone todas sus piezas son reutilizables.